# 薩摩国
薩摩国（さつまのくに）は、かつて日本の地方行政区分だった令制国の一つ。律令制成立当初は西海道の日向国に属していたが、後に唱更国として分立。現在の鹿児島県本土の西部にあたる。

## 沿革
『古事記』の国産み神話においては、筑紫島（九州）の4面に筑紫国、豊国、肥国、熊曽国が見える。
古代の南九州は『古事記』『日本書紀』の「日向神話」と呼ばれる神話の舞台となった。この中で、アマテラスの孫のニニギが高千穂に降臨し（天孫降臨）、子のホオリが兄・ホデリを懲らしめた旨とともに兄の子孫の隼人が今も天皇に仕える由来だと述べ（山幸彦と海幸彦）、ホオリの子・ウガヤフキアエズは初代天皇・カムヤマトイワレビコ（神武天皇）の父である旨を記している。のち、神武天皇は日向から東征に赴くこととなる（神武東征）。
現在、これらの日向神話は歴史的事実そのままとは考えられておらず、その由来には諸説がある。特に『古事記』『日本書紀』が成立するまで、すなわち7世紀後半から8世紀前半の南九州における対隼人の政治情勢との密接な関係が指摘される。隼人が名を表すのは天武天皇の時代からで、7世紀末から8世紀前期に4回の反乱を起こしている。そして天皇家による南九州における統治を正当化し、隼人が服属すべき理由を過去にさかのぼって説明するものと考えられている。
5世紀の仁徳天皇の御代には隼人の長を改めて直としたとされる（『国造本紀』）。
7世紀中期以降に律令制の成立に伴って、現在の鹿児島県の本土部分と宮崎県を含む広域に、日向国が成立した。
大宝2年（702年）8月1日に起こった薩摩・多褹の叛乱を契機に、現在の鹿児島県本土の西部が、10月3日までに唱更国（唱更 = はやひと/はやと/しょうこう）に分立したのが、薩摩国の始まりである。（日向国から分離して設置される以前は、この地域は阿多（吾田) と呼ばれていた。）
唱更の更は、中国の漢代に兵役についている者を更卒と呼んだことに由来し、唱更は辺境の守備にあたることをいうといった推察があるが、続日本紀に「和銅六年八月己未（713年8月）日向国を分ちて薩摩国を置く。国号を唱更す。」とあるように「国号を改めて申し出る」という意である。
国名は、大宝4年（704年）に全国の国印を鋳造したときまでに薩麻国に改められた。8世紀半ば以降の不明な時点に薩摩国に改称した。
7世紀末の段階で南九州に（全てではなく、飛び石的に）評が設置されていた。それは、文武天皇3年（699年）南九州や九州西部の島嶼部の人々が、覓国使（べっこくし）を侮辱するという事件が起こった時、衣評督である衣君県も加わっていた。

### 近世以降の沿革
- 「旧高旧領取調帳」の記載によると、明治初年時点では全域が鹿児島藩領であった。（307村・319,146石余）
  - 伊佐郡（49村・51,340石余）、薩摩郡（29村・38,647石余）、日置郡（50村・46,562石余）、谿山郡（8村・12,577石余）、揖宿郡（11村・12,893石余）、頴娃郡（8村・10,875石余）、鹿児島郡（25村・27,368石余）、給黎郡（8村・9,634石余）、甑島郡（14村・3,508石余）、阿多郡（20村・18,211石余）、川辺郡（36村・30,444石余）、高城郡（11村・12,657石余）、出水郡（38村・44,424石余）
- 明治4年7月14日（1871年8月29日） - 廃藩置県により鹿児島県の管轄となる。
- 明治30年（1897年）4月1日
  - 北伊佐郡・大隅国菱刈郡の区域をもって伊佐郡が発足。旧・菱刈郡域が薩摩国の所属となる。
  - 川辺郡のうち川辺郡十島（硫黄島、黒島、竹島、口之島、臥蛇島、平島、中之島、悪石島、諏訪之瀬島、宝島）の所属郡が大島郡に変更。大隅国の所属となる。
- 昭和48年（1973年）4月1日 - 上記の川辺郡十島にあたる大島郡三島村、十島村の所属郡が鹿児島郡に変更。薩摩国の所属となる。

## 国内の施設

### 国府
国府は、『和名抄』、『色葉字類抄』、『拾芥抄』、易林本の『節用集』、いずれも記載がない。
現在の薩摩川内市の大園、石走島の近辺と推定される。初期の調査は、国府の域内にある川内高校の平田信芳教諭と郷土史研究クラブの生徒によってなされ、1964年（昭和39年）にこの高校が関連遺跡を発見した。国衙の遺跡はまだ見つかっていない。

### 国分寺・国分尼寺
薩摩国分寺跡
薩摩川内市国分寺町。

### 神社
延喜式内社
『延喜式神名帳』には、以下に示す小社2座2社が記載されている（「薩摩国の式内社一覧」参照）。大社はない。
- 頴娃郡 枚聞神社 （指宿市）
- 出水郡 加紫久利神社 （出水市）

総社・一宮
- 総社 不詳 - 新田神社境外末社の九楼守公神社とする説がある。
- 一宮 新田神社 （薩摩川内市） - 式外社。国府の近くにあった。

元々の一宮は枚聞神社であった。鎌倉時代ごろから、新田神社が擡頭して枚聞神社と一宮の座を争うようになり、鎌倉時代末から南北朝時代のころに守護の島津氏の力を背景に新田神社が一宮となった。明治時代に定められた社格も新田神社の方が上になっている。日本全国の一宮が加盟する「全国一の宮会」には両社とも加盟している。
二宮は不詳であるが、加紫久利神社が二宮とされることがある。三宮以下は存在しない。

### 安国寺利生塔
- 安国寺跡 - 鹿児島県薩摩川内市中郷町。
- 安國寺 - 鹿児島県薩摩川内市中郷町。

## 地域

### 領域
明治維新直前の領域は、現在の鹿児島県の下記の区域に相当する。現住人口の過半数が鹿児島市に集中している。
- 出水郡長島町
- 阿久根市
- 出水市
- 伊佐市の北部（大口青木・大口原田・大口金波田・大口堂崎・大口下殿・大口宮人以北[注釈 2]）
- 薩摩郡さつま町
- 薩摩川内市
- いちき串木野市
- 日置市
- 鹿児島市の大部分（桜島を除く[注釈 3]）
- 指宿市
- 南九州市
- 枕崎市
- 南さつま市
- 鹿児島郡三島村・十島村[注釈 4]

なお、現在の出水郡長島町（長島・伊唐島・諸浦島・獅子島）は室町時代後期まで肥後国天草郡に属していたが、1565年（永禄8年）から1581年（天正9年）にかけて島津氏から幾度かの侵攻を受けて勢力下となり、薩摩国出水郡の所属となった。

### 郡
高城郡には薩摩国府が置かれ、その北の出水郡とともに肥後国から計画的に植民が進められ、隼人に対する中央政府の最前線となっていた。養老4年（720年）の大隅国での隼人の反乱に際しては、これら2郡が補給基地となった。天平8年（735年）の『薩摩国正税帳』では「出水・高城のほかに隼人十一郡」とされ、下記の14郡のうち伊佐郡を除いた13郡があり、前2郡の他は隼人が治めていたことが分かる。その約200年後の10世紀の『和名抄』によると、薩摩国は13郡・35郷から構成されていた。なお、近世初頭に伊佐郡が成立し、薩摩国は14郡となった。
- 出水郡
- 高城郡
- 薩摩郡
- 伊佐郡
- 甑島郡
- 日置郡
- 伊作郡（後に阿多郡と統合）
- 阿多郡
- 谿山郡
- 河辺郡
- 給黎郡
- 揖宿郡
- 頴娃郡
- 鹿児島郡

### 江戸時代の藩
- 薩摩藩、島津家（77万石）

## 人物

### 守護

#### 鎌倉幕府
- 1197年 - 1227年：島津忠久
- 1227年 - 1265年：島津忠時
- 1265年 - 1281年：島津久経
- 1281年 - 1318年：島津忠宗
- 1318年 - 1333年：島津貞久

#### 室町幕府
- 1333年 - 1363年：島津貞久
- 1336年 - 1342年：阿蘇惟時
- 1363年 - 1366年：島津師久
- 1366年 - 1376年：島津伊久
- 1376年 - 00？00：今川貞世
- 1393年 - 1411年：島津元久
- 1411年 - 1425年：島津久豊
- 1425年 - 1470年：島津忠国
- 1470年 - 1474年：島津立久
- 1474年 - 1507年：島津忠昌
- 1507年 - 1515年：島津忠治
- 1515年 - 1519年：島津忠隆
- 1519年 - 1527年：島津勝久
- 1527年 - 1566年：島津貴久
- 1566年 - 1602年：島津義久

### 戦国大名
- 島津氏

## 薩摩国の合戦
| 年                  | 合戦           | 交戦勢力                                              |
| ------------------- | -------------- | ----------------------------------------------------- |
| 養老4〜5年 (720–21) | 隼人の反乱     | ハヤト族 vs. ヤマト王権                               |
| 長徳3年 (997)       | 長徳の入寇     | 南蛮人（高麗国人？奄美島人？） vs. 九州全域の沿岸住民 |
| 応永20年 (1413)     | 伊集院頼久の乱 | 島津久豊 vs. 伊集院頼久                               |
| 天正15年 (1587)     | 平佐城の戦い   | 島津氏 vs. 豊臣政権                                   |
| 文久3年 (1863)      | 薩英戦争       | 薩摩藩 vs. イギリス                                   |
| 明治10年 (1877)     | 西南戦争       | 不平士族 vs. 明治政府                                 |